# Szukri al-Kuwatli
Szukri al-Kuwwatli (arab. شُكري القُوَّتلي, trl. Šukrī al-Quwwatlī; ur. 1891; zm. 30 czerwca 1967) – syryjski polityk i dyplomata, dwukrotny Prezydent Arabskiej Republiki Syrii.

## Dzieciństwo i młodość
Szukri urodził się w 1891 w Damaszku (Syria), będącym wówczas częścią Imperium Osmańskiego.

## Kariera polityczna
Jako młody człowiek był zaangażowany w działalność podziemnej syryjskiej organizacji opozycyjnej Al-Fatat (arab. جمعية العربية الفتاة, Jam’iyat al-’Arabiya al-Fatat). Szukri był zwolennikiem panarabizmu i sprzeciwiał się panowaniu Turków nad Syrią. W 1916 został aresztowany przez władze tureckie. W więzieniu poddano go ciężkim torturom. W obawie, że może wydać nazwiska współtowarzyszy, podjął próbę samobójstwa. Został uratowany w ostatniej chwili i zwolniony z więzienia wraz z końcem I wojny światowej w 1918.
W październiku 1918 Fajsal ustanowił w Damaszku pierwszy syryjski rząd i mianował al-Kuwwatli jednym ze swoich urzędników. Gdy w 1920 Francuzi obalili arabski rząd i ustanowili Mandat Syrii i Libanu, Al-Kuwwatli został skazany na karę śmierci. Uciekł do Egiptu, a następnie do Szwajcarii, gdzie był jednym ze współzałożycieli Syryjsko-Palestyńskiego Kongresu na Wygnaniu. W 1924 powrócił do Syrii i wziął udział w buncie arabskim w latach 1925-1927. Został ponownie aresztowany i w 1927 skazany. W 1932 w wyniku amnestii opuścił więzienie i dołączył do Syryjskiej Partii Socjalno-Narodowej, będącego koalicją arabskich partii politycznych działających na rzecz utworzenia Wielkiej Syrii. Był bliskim współpracownikiem późniejszego pierwszego syryjskiego prezydenta Haszima al-Atasiego.

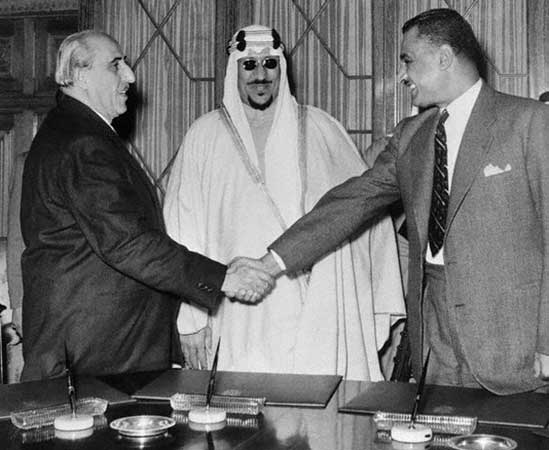
Szukri al-Kuwwatli i Gamal Abdel Naser, 1956

Okres II wojny światowej był niezwykle niestabilny dla sytuacji w Syrii. Krzyżowały się tutaj interesy brytyjskie z francuskimi. W tej złożonej i niezwykle skomplikowanej sytuacji, 17 sierpnia 1943 Szukri al-Kuwwatli został prezydentem Syrii. Był to wyraz dominującej pozycji arabskich nacjonalistów w społeczeństwie syryjskim. Al-Kuwwatli z brytyjską pomocą osiągnął wycofanie w 1946 wszystkich zagranicznych wojsk z terytorium Syrii. 17 kwietnia 1946 Republika Syryjska ogłosiła swoją niepodległość. Ze względu na porażkę wojsk syryjskich w I wojnie izraelsko-arabskiej w 1948, popularność al-Kuwwatli zmalała. Oficerowie armii oskarżali prezydenta o nieudolne dowodzenie i niegospodarne zarządzanie państwem. Wzrost niezadowolenia pogłebił się, gdy aresztowano kilku wysokich oficerów pod zarzutami korupcji. Sytuacja zmusiła generała Husni az-Za’im do przeprowadzenia w dniu 29 marca 1949 bezkrwawego zamachu stanu i obalenia rządów prezydenta al-Kuwwatli. Obalony prezydent został uwięziony i następnie wydalony do Egiptu. Tymczasem Syria pogrążyła się w niestabilność kolejnych zamachów stanu. Dopiero prezydent Haszim al-Atasi ustabilizował sytuację i przeprowadził w 1955 wolne wybory. Dzięki temu 6 września 1955 al-Kuwwatli został po raz drugi wybrany prezydentem. U schyłku swojej kadencji uczestniczył w negocjacjach nad utworzeniem w 1958 Zjednoczonej Republiki Arabskiej, na czele której stanął egipski prezydent Gamal Abdel Naser. W 1959 al-Kuwwatli pokłócił się z Naserem, co było końcem jego kariery politycznej.
Zmarł w 1967 w Bejrucie. Został pochowany w Damaszku w Syrii.